# Boyadzhik
 (avril 2024).
La mise en forme du texte ne suit pas les recommandations de Wikipédia : il faut le « wikifier ».
Les points d'amélioration suivants sont les cas les plus fréquents. Le détail des points à revoir est peut-être précisé sur la page de discussion.
- Les titres sont pré-formatés par le logiciel. Ils ne sont ni en capitales, ni en gras.
- Le texte ne doit pas être écrit en capitales (les noms de famille non plus), ni en gras, ni en italique, ni en « petit »…
- Le gras n'est utilisé que pour surligner le titre de l'article dans l'introduction, une seule fois.
- L'italique est rarement utilisé : mots en langue étrangère, titres d'œuvres, noms de bateaux, etc.
- Les citations ne sont pas en italique mais en corps de texte normal. Elles sont entourées par des guillemets français : « et ».
- Les listes à puces sont à éviter, des paragraphes rédigés étant largement préférés. Les tableaux sont à réserver à la présentation de données structurées (résultats, etc.).
- Les appels de note de bas de page (petits chiffres en exposant, introduits par l'outil «  Source ») sont à placer entre la fin de phrase et le point final[comme ça].
- Les liens internes (vers d'autres articles de Wikipédia) sont à choisir avec parcimonie. Créez des liens vers des articles approfondissant le sujet. Les termes génériques sans rapport avec le sujet sont à éviter, ainsi que les répétitions de liens vers un même terme.
- Les liens externes sont à placer uniquement dans une section « Liens externes », à la fin de l'article. Ces liens sont à choisir avec parcimonie suivant les règles définies. Si un lien sert de source à l'article, son insertion dans le texte est à faire par les notes de bas de page.
- La présentation des références doit suivre les conventions bibliographiques. Il est recommandé d'utiliser les modèles {{Ouvrage}}, {{Chapitre}}, {{Article}}, {{Lien web}} et/ou {{Bibliographie}}. Le mode d'édition visuel peut mettre en forme automatiquement les références.
- Insérer une infobox (cadre d'informations à droite) n'est pas obligatoire pour parachever la mise en page.

Pour une aide détaillée, merci de consulter Aide:Wikification.
Si vous pensez que ces points ont été résolus, vous pouvez retirer ce bandeau et améliorer la mise en forme d'un autre article.
 (avril 2024).
Boyadzhik ( bulgare : Бояджик ) est un village de la municipalité de Tundzha dans la province de Yambol, en Bulgarie. Situé 22 km à l'ouest de la ville de Yambol, le villa est à une altitude de 153 mètres et compte 1 514 habitants. C'est le lieu de naissance d'Ivan Atanasov, le père de John Atanasoff, inventeur du premier ordinateur numérique électronique.

## Histoire
Boyadzhik est le site d'un massacre de 145 civils bulgares innocents commis par des troupes ottomanes irrégulières (bachi-bouzouks) le 11 mai 1876,,,.
Le massacre a lieu à la suite de l'insurrection bulgare bulgare d'avril 1876, même si Boyadzhik n'a pas participé à l'insurrection et se trouvait à des centaines de kilomètres du lieu des hostilités. Ce déferlement de violence gratuite coute la vie à 145 personnes. Le grand-père de l'inventeur du premier ordinateur numérique électronique, John Atanasoff, faisait partie des victimes.

## Vie du village
Le village a une bibliothèque, « Bibliothèque nationale John Atanasoff », créée en 1928,. Il a aussi un club de foot, le FC Uragan Boyadzhik.